# Don Mancini
Don Mancini, pseudonim Kit Du Bois (lub Kit Dubois) (ur. 25 stycznia 1963) – amerykański scenarzysta, producent i reżyser filmowy, twórca postaci Chucky’ego – antybohatera filmów z serii Laleczka Chucky. Zdobywca nagrody Eyegore, dwukrotnie nominowany do Saturna. Jest jednym z nielicznych gejowskich scenarzystów tworzących skrypty do slasherów. Posiada włoskie korzenie.
Napisał scenariusze do trzech pierwszych filmów o przygodach morderczej laleczki Chucky (1988–1991). Przy realizacji Narzeczonej laleczki Chucky (1998) pracował także jako producent wykonawczy. Wyreżyserował Laleczkę Chucky: Następne pokolenie (2004), zrealizowaną jako pastiszowy horror, a także został wytypowany na reżysera kolejnej odsłony serii, Klątwy laleczki Chucky, która swoją premierę miała w 2013. Potem zrealizował szósty z kolei sequel, Kult laleczki Chucky (2017).